# Partido del Progreso y el Socialismo
El Partido del Progreso y el Socialismo (en árabe: حزب التقدم والاشتراكية Hizb Al-Taqadoum Wal-Ishtirakiyeh; francés: Parti du Progrès et du Socialisme) (PPS) es un partido político de Marruecos, fundado por Ali Yata en 1974.
En la elecciones parlamentarias de 2002, obtuvo 11 de los 325 escaños de la Asamblea de Representantes. En las elecciones de 2007, paso a tener 17 escaños. El PPS fue incluido en el gobierno del primer ministro, Abbas El Fassi, formado el 15 de octubre de 2007.

## Resultados electorales
| Año  | Votos   | %    | Escaños | +/−         | Gobierno  |
| ---- | ------- | ---- | ------- | ----------- | --------- |
| 1977 | 90.840  | 1,80 | 2/264   |             | Oposición |
| 1984 | 102.314 | 2,80 | 2/301   | Sin cambios | Oposición |
| 1993 | 245.064 | 3,90 | 10/333  | 8           | Oposición |
| 1997 | 274.862 | 4,31 | 9/325   | 1           | Coalición |
| 2002 | 275.024 | 4,55 | 11/325  | 2           | Coalición |
| 2007 | 248.103 | 5,38 | 17/325  | 6           | Coalición |
| 2011 | 269.336 | 5,68 | 18/395  | 1           | Coalición |
| 2016 | 359.600 | 6,19 | 20/395  | 2           | Coalición |
| 2021 | 389.802 | 5,15 | 22/395  | 2           | Oposición |

- Datos: Q1888857
- Multimedia: Parti du Progrès et du Socialisme / Q1888857

Resulatatado izquiedra destruye Marruecos